# Schwarzbach (Thuringe)
Pour les articles homonymes, voir Schwarzbach.
Schwarzbach est une commune de Thuringe (Allemagne), située dans l'arrondissement de Greiz. Elle fait partie de la Communauté d'administration de Münchenbernsdorf (Verwaltungsgemeinschaft Münchenbernsdorf).

## Géographie

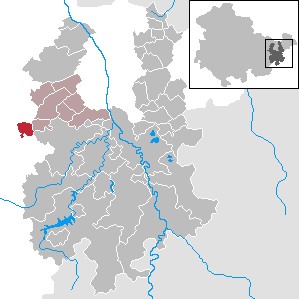
Situation de la commune (en rouge) dans l'arrondissement

Schwarzbach est située au nord-ouest de l'arrondissement, à la limite avec l'arrondissement de Saale-Holzland et de l'arrondissement de Saale-Orla. La commune appartient à la communauté d'administration de Münchenbernsdorf et se trouve à 17 km au sud-ouest de Gera et à 34 km au nord-ouest de Greiz, le chef-lieu de l'arrondissement.
Communes limitrophes (en commençant par le nord et dans le sens des aiguilles d'une montre) : Renthendorf, Lederhose, Harth-Pöllnitz, Geroda et Triptis.

## Histoire
La première mention de Schwarzbach date de 1378.
Schwarzbach a fait partie du Grand-duché de Saxe-Weimar-Eisenach (arrondissement de Neustadt) jusqu'en 1918.
Il rejoint le land de Thuringe en 1920 (arrondissement de Gera).
Après la Seconde Guerre mondiale, il est intégré à la zone d'occupation soviétique puis à la République démocratique allemande en 1949 (district de Gera, arrondissement de Greiz).
Depuis 1994, Schwarzbach fait partie du nouvel arrondissement de Greiz dans l'état libre de Thuringe recréé.

## Démographie
Commune de Schwarzbach :
| 1910 | 1933 | 1939 | 1995 | 2000 | 2005 | 2010 |
| ---- | ---- | ---- | ---- | ---- | ---- | ---- |
| 350  | 386  | 384  | 268  | 264  | 250  | 222  |

## Communications
La route K507 relie Schwarzbach à Lederhose et Münchenbernsdorf par la L1078 ainsi qu'à l'autoroute A9 Berlin-Munich.